# إنسولين غلارجين
إنسولين غلارجين (بالإنجليزية: Insulin glargine)‏ المُسوّق بالأسماء لانتوس، توخيو، أباساجلار، وباساجلار هو نظير إنسولين قاعدي مديد المفعول، يُعطى مرة واحدة يوميًّا للمساعدة في السيطرة على مستوى سكر الدم عند مرضى السكري. يتألف إنسولين غلارجين من ميكروكريستالات التي تطلق الإنسولين ببطء، حتى أن مدة مفعوله هي 18 حتى 26 ساعة، وبروفيل فارماكولوجي «دون قمة» (وفقًا لعلبة الإنسولين غلارجين). من حيث الحرائك الدوائية، فإنه بشبه إفراز الإنسولين القاعدي من خلايا بيتا البنكرياسية لدى غير مرضى السكري. أحيانًا، في سكري النمط الثاني، وبالاشتراك مع سلفونيل يوريا قصير المفعول (الأدوية التي تحقّز البنكرياس لإنتاج المزيد من الإنسولين)، فإنه يقدّم سيطرة معتدلة على مستويات سكر الدم. في حال انعدام الإنسولين داخلي المنشأ - سكري النمط الأول، سكري النمط الثاني المستنفد (في بعض الحالات) أو مرض سكري المناعة الذاتية الكامن في البالغين في فترات متأخرة - يحتاج إنسولين غلارجين إلى دعم من إنسولين سريع المفعول يؤخذ مع الطعام لخفض التأثير الأكلي للسكر.

## آثار ضائرة

### سرطان
اعتبارًا من سنة 2012 أظهرت أدلة أولية عدم وجود صلة بين إنسولين غلارجين والسرطان، بعد أن أثارت دراسة سابقة بعض المخاوف.